# مفصل خاجی‌تهیگاهی

لگن خاصره یک زن، مفصل ساکروایلیاک در بیضی قرمز قرار گرفته

مفصل خاجی‌تهیگاهی یا ساکروایلیاک (به انگلیسی: Sacroiliac joint) مفصلی است که از اتصال سطح مفصلی استخوان خاجی که در سطح طرفی آن واقع شده با سطح مفصلی استخوان تهیگاهی (ایلیوم) از استخوان بی‌نام (هیپ) به وجود می‌آید. هر استخوان خاجی دارای دو سطح مفصلی جهت اتصال با استخوان‌های بی‌نام، دو زائده مفصلی فوقانی برای ارتباط با مهره پنجم کمری و یک رویه مفصلی بیضی‌شکل جهت ایجاد مفصل با دنبالچه است. بنابراین، دو مفصل خاجی‌تهیگاهی به واسطه یک استخوان خاجی با استخوان‌های بی‌نام چپ و راست ایجاد می‌گردد. سمفیز پوبیس و دو مفصل خاجی خاصره‌ای، مفاصل لگن را به وجود می‌آورند. حرکات مفاصل لگن کم بوده، ولی در زمان حاملگی و به هنگام زایمان، تحرک آن‌ها به دلیل شلی رباط‌ها که ناشی از تغییرات هورمونی است، افزایش می‌یابد.
مفاصل خاجی‌تهیگاهی (خاجی‌خاصره‌ای هم نامیده شده‌اند) در انتقال وزن بدن به کمربند لگنی (بی‌نام چپ و راست) نقش دارند، به‌طوری‌که نیروی وزن در نهایت از طریق کمربند لگنی به اندام‌های زیرین منتقل می‌شود.

## کالبدشناسی
مفاصل خاجی‌تهیگاهی از نوع مفاصل غیرمتحرک هستند. حرکت در سطح این مفصل ناچیز است و با افزایش سن به صفر می‌رسد. ثلث قدامی این مفاصل  به شکل لاله گوش بوده دارای پرده زلاله‌ای (سینوویال) است. دو سوم خلفی زبر و خشن است و فاقد پرده زلاله‌ای است و یک مفصل لیفی می‌سازند. در جلوی این مفاصل رباط‌های بسیار محکمی دو استخوان خاجی و تهیگاه را به یکدیگر مرتبط می‌کنند که در استحکام این مفصل نقش اساسی را بازی می‌کنند. در صدمات بسیار شدید این ناحیه، تا زمانی که این رباط‌ها پاره نشده باشند، لگن ثبات و استحکام خود را از دست نمی‌دهد.

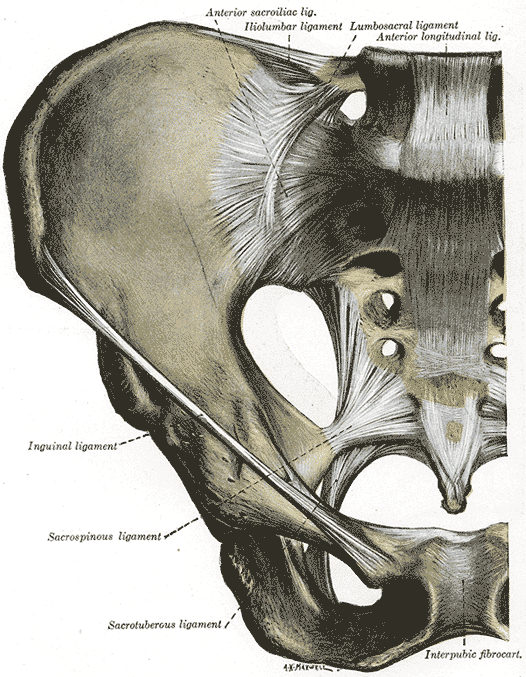
مفصل لگن، مشاهده از سمت قدامی

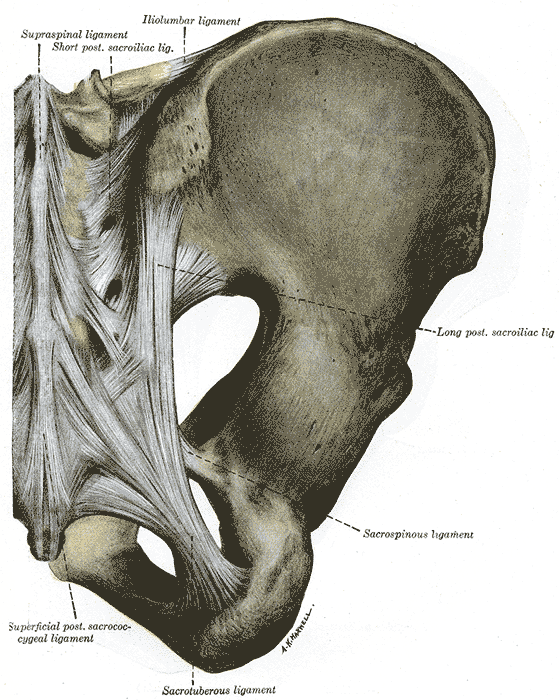
مفصل لگن، مشاهده از سمت خلفی

## نوع مفصل خاجی‌تهیگاهی
مفصل خاجی‌تهیگاهی شامل دو نوع مفصل است:
- مفصل زُلاله‌ای (سینوویال)
- مفصل لیفی

سطوح مفصلی استخوان‌های خاجی و تهیگاهی از دو قسمت جلویی و پشتی (قدامی و خلفی) تشکیل می‌گردد. به سطوح جلویی که شبیه لاله گوش است، سطح گوشی می‌گویند. سطوح گوشی در تشکیل مفصل زلاله‌ای شرکت می‌کنند. سطوح پشتی زبر بوده و چون از طریق بافت لیفی (فیبروز) در تشکیل مفصل خاجی خاصره‌ای مشارکت می‌کنند، مفصل لیفی ایجاد می‌گردد.

## ارتباط با مفاصل دیگر
عملکرد مفاصل لگن (دو مفصل خاجی‌تهیگاهی و سیمفیزیس پوبیس) به یکدیگر وابسته‌است، به‌طوری‌که اختلال در عمل هر یک از این مفاصل، می‌تواند باعث بروز مشکل در دیگری گردد. از طرفی، در فعالیت‌های روزمره مفاصل لگن در یک ارتباط نزدیک با مفاصل بین مهره‌ای پشتی کمری (بیشتر درارتباط با مهره‌های چهارم و پنجم با یکدیگر و مهره پنجم با استخوان خاجی) و مفاصل بی‌نام (هیپ) هستند و بدین ترتیب مجموعه کمری-لگنی-رانی را به عنوان یک واحد مکانیکی ایجاد می‌کنند.

## رباط‌ها
به‌طورکلی، رباط‌هایی که بیشتر با استخوان خاجی (ساکروم) و مفصل خاجی‌تهیگاهی (ساکروایلیاک) ارتباط دارند، عبارتند از:
- رباط‌های برون‌خاستگاه (Extrinsic) اصلی
  - رباط تهیگاهی‌کمری (ایلیولومبار)
  - رباط خاجی‌خاری (ساکرواسپینوس)
  - رباط خاجی‌تکمه‌ای (ساکروتوبروس)
- رباط‌های درون‌خاستگاه (Intrinsic) اصلی
  - رباط خاجی‌تهیگاهی پیشین (ساکروایلیاک قدامی)
  - رباط خاجی‌تهیگاهی پسین (ساکروایلیاک خلفی)
    - رباط خاجی‌تهیگاهی پسین کوتاه (ساکروایلیاک خلفی کوتاه)
    - رباط خاجی‌تهیگاهی پسین بلند (ساکروایلیاک خلفی بلند)

یکی دیگر از رباط‌های مفصل خاجی‌تهیگاهی، رباط خاجی‌تهیگاهی میان‌استخوانی است که این رباط نسبت به رباط خاجی‌تهیگاهی پسین در عمق قرار دارد.

## آسیب‌ها
اگرچه مفصل خاجی‌تهیگاهی به علت دارا بودن رباط‌های مختلف تحرک کمی دارد، ولی آسیب مفصل و عناصر اطراف آن، یک عامل کمردرد محسوب می‌شود. اختلال در عملکرد مفصل خاجی‌تهیگاهی ممکن است در ارتباط با موارد زیر باشد:
- اختلالات مکانیکی مفصل خاجی‌تهیگاهی و مفاصل مرتبط با آن. اختلالات مکانیکی مفصل ساکروایلیاک ناشی از وضعیت‌های نادرست استخوان‌های خاجی (ساکروم) و تهیگاهی (ایلیوم) است که می‌تواند در ارتباط با حرکات و چرخش‌های غیرطبیعی آن‌ها در جهت‌های مختلف باشد.
- بیماری روماتیسمی همانند التهاب مهره خمیده (اسپوندیلیت آنکیلوزان). شایع‌ترین بیماری که با گرفتاری مفاصل بین مهره‌ای پشتی مشخص می‌شود، اسپوندیلیت آنکیلوزان است.[۸] در این بیماری، معمولاً مفصل ساکروایلیاک سریع‌تر از مفاصل دیگر درگیر می‌شود. در بیماری اسپوندیلیت آنکیلوزان، خشکی مفصلی ناشی از جمود مفصل (آنکیلوز) و کلسیمی‌شدن رباط‌ها است.
- حاملگی و زایمان. به دلیل تغییرات هورمونی در هنگام بارداری و زایمان که منجربه شلی رباط‌ها می‌گردد، افزایش تحرک مفاصل لگنی را به همراه دارد.
- عدم توازون گروه‌های عضلانی
- ضربات مستقیم
- اختلاف طول اندام‌های تحتانی
- افزایش سن (فرایند پیری). با افزایش سن، تحرک مفصل ساکروایلیاک به علت خشکی مفصلی کاهش می‌یابد.
- آرتروز خاجی‌تهیگاهی
- گاهی به علت عفونت
- گاهی وجود تومور در نواحی مربوطه

### درمان
درمان مشکلات مفصل خاجی‌تهیگاهی ممکن است درارتباط با موارد زیر باشد:
- درمان بیماری اولیه در موارد خاص از طریق درمان پزشکی
- درمان فیزیوتراپی به خصوص در موارد اختلالات مکانیکی که عبارتنداز:
  - درمان درد و اسپاسم عضلانی
  - اصلاح وضعیت استخوان‌های خاجی و استخوان بی‌نام
  - توازن نیروی ماهیچه‌های مختلف
  - اصلاح کلی وضعیت (پوسچر) فرد